# George Newbern
George Young Newbern (Little Rock, Arkansas, 30 de diciembre de 1964) es un actor estadounidense. Es más conocido por sus papeles como Bryan Mackenzie en El padre de la novia y su secuela Vuelve el padre de la novia o por ser Danny (el Yeti) en la serie Friends. También se le conoce por poner la voz de Superman en las series animadas La Liga de la Justicia y Liga de la Justicia Ilimitada, y por poner voz a Nooj y Sephiroth en los videojuegos Final Fantasy y en Kingdom Hearts. Es conocido además por su aparición en la película Saw VI. En 1990 se casó con la actriz Marietta DePrima, con la que tiene tres hijos, Emma, Mae y Ben.

## Vida y carrera
Nacido en Little Rock, Arkansas, es hijo de Betty, una profesora de español, y de David Newbern, un radiólogo. Empezó su carrera como actor en el Arkansas Arts Center en Little Rock, con el papel del hermano menor en Life with Father, basado en las novelas autobiográficas de Clarence S. Day Jr. Su primer papel protagonista fue en Double Switch, en 1987, adaptación de El príncipe y el mendigo, que se emitió como parte del Wonderful World of Disney. Newbern tuvo un papel recurrente como el hijo de la diseñadora Julia Sugarbaker (Dixie Carter) en la serie de 1990 Designing Women. Ha actuado también en series como Providence, Chicago Hope, Friends, Bull, CSI, Medium, Ghost Whisperer, Touched by an Angel, Mentes Criminales y Private Practice.
Encarnó a Neal Morris, el padre de Melissa Morris (Emily Osment), en la película de Disney Channel de 2009, Rescatando a papá, y también al astronauta del Apolo 14 Stuart Allen Roosa en la miniserie De la Tierra a la Luna, de HBO.
Sus actuaciones en películas incluyen Aventuras en la gran ciudad (1987), junto a Elisabeth Shue; Double Switch (1987); Switching Channels (1988), con Kathleen Turner, Burt Reynolds y Christopher Reeve; y en El padre de la novia y su secuela, Vuelve el padre de la novia, con Steve Martin, Diane Keaton, Kimberly Williams-Paisley y Martin Short. En 2009 apareció en Locker 13.

### Superman
Como actor de doblaje, Newbern destaca por su papel como Superman en las series Static Shock, La Liga de la Justicia y La Liga de la Justicia Ilimitada, de la cadena Cartoon Network, reemplazando a Tim Daly. Newbern retomó su papel como Superman en la quinta temporada de The Batman y en el episodio final de la serie Lost Heroes. Luego, puso voz a Superman en Superman/Shazam!: The Return of Black Adam y en Superman vs. The Elite.

### Otros trabajos
La carrera de Newbern como actor de doblaje comenzó en 1991, con la serie de dibujos animados Piratas de las aguas negras, y con numerosas aportaciones en videojuegos. En 2003, Newbern puso voz a Mevyn Nooj en Final Fantsay X-2, y causó tan buena impresión que consiguió poner voz a Sephiroth en la versión inglesa de Kingdom Hearts II, remplazando a Lance Bass. Participó también en Final Fantasy VII Advent Children, Crisis Core: Final Fantasy VII, Dissidia: Final Fantasy y Dissidia 012 Final Fantasy. Más tarde apareció en la segunda temporada de Jericho, como el presidente de las Naciones Unidas de América. En 2009, envió una muestra de ADN al espacio para preservar su genoma. Newbern también ha narrado los anuncios de Toyota para el modelo Prius de 2010, y encarnó a Harold en la cinta Saw VI.

## Filmografía

### Cine y televisión
| Año       | Título                                         | Papel                                             | Notas                                                             |
| --------- | ---------------------------------------------- | ------------------------------------------------- | ----------------------------------------------------------------- |
| 1982      | The Blue and the Gray                          | Lawrence Jones "el cobarde"                       | Miniserie de televisión                                           |
| 1986      | My Little Girl                                 | Woody                                             |                                                                   |
| 1986      | Family Ties                                    | Eric                                              | 1 episodio                                                        |
| 1986–1992 | Designing Women                                | Payne McIlroy                                     | 4 episodios                                                       |
| 1987      | Aventuras en la gran ciudad                    | Dan Lynch                                         |                                                                   |
| 1987      | Paramedics                                     | Uptown                                            |                                                                   |
| 1987      | Double Switch                                  | Bart Holton y Matt                                |                                                                   |
| 1988      | Switching Channels                             | Siegenthaler                                      |                                                                   |
| 1988      | It Takes Two                                   | Travis Rogers                                     |                                                                   |
| 1990      | The Designing Women Special: Their Finest Hour |                                                   | Especial de televisión                                            |
| 1990      | Working Girl                                   | Everett Rutledge                                  | Serie de televisión                                               |
| 1991      | El padre de la novia                           | Bryan MacKenzie                                   |                                                                   |
| 1991–1993 | Piratas de las aguas negras                    | Ren                                               | Serie de televisión                                               |
| 1992      | Little Sister                                  | Mike                                              |                                                                   |
| 1993      | Doorways                                       | Dr. Thomas Mason                                  |                                                                   |
| 1993      | Doppelganger                                   | Patrick Highsmith                                 |                                                                   |
| 1993      | Torch Song                                     | Wedge                                             |                                                                   |
| 1994      | I Spy Returns                                  | Bennett                                           |                                                                   |
| 1994      | A Part of the Family                           | Marc                                              | Telefilme                                                         |
| 1994      | Witness to the Execution                       | Phillip Tyler                                     | Telefilme                                                         |
| 1994      | The All-American Thanksgiving Parade           | Anfitrión                                         |                                                                   |
| 1994–1995 | The Boys are Back                              |                                                   | Serie de televisión                                               |
| 1995      | Vuelve el padre de la novia                    | Bryan MacKenzie                                   |                                                                   |
| 1995      | Teodoro Rex                                    | Teodoro Rex                                       |                                                                   |
| 1995      | Courthouse                                     | Sean                                              | Serie de televisión                                               |
| 1996      | Far Harbor                                     | Jordan                                            |                                                                   |
| 1996      | The Evening Star                               | Tommy Horton                                      |                                                                   |
| 1997      | Gold Fever                                     | Will Patterson                                    |                                                                   |
| 1997      | Tierra Prometida                               | Michael Burns                                     | 1 episodio                                                        |
| 1997      | Touched by an Angel                            | Michael Burns                                     | 2 episodios                                                       |
| 1997      | The Outer Limits                               | Ryan Unger                                        | 1 episodio                                                        |
| 1997      | Perversions of Science                         | Walter                                            | 1 episodio                                                        |
| 1997–1998 | Chicago Hope                                   | Dr. Scott Frank                                   | Serie de televisión                                               |
| 1998      | De la Tierra a la Luna                         | Astronauta Stu Roosa                              | Miniserie                                                         |
| 1998      | Twice Upon a Time                              | Joe                                               | Telefilme                                                         |
| 1998      | Friends                                        | Danny (el Yeti)                                   | 3 episodios de la quinta temporada                                |
| 1998      | The Simple Life of Noah Dearborn               | Christian Nelson                                  |                                                                   |
| 1999      | Friends & Lovers                               | Ian Wickam                                        |                                                                   |
| 2000      | If These Walls Could Talk                      | Tom                                               |                                                                   |
| 2000      | Bull                                           | Robert "Ditto" Roberts III                        | Serie de televisión                                               |
| 2001      | Sons of Mistletoe                              | Jimmy Adams                                       |                                                                   |
| 2001-2004 | La Liga de la Justicia                         | Clark Kent/Superman                               | Serie de televisión                                               |
| 2002      | Providence                                     | Owen Frank                                        | Serie de televisión                                               |
| 2003      | Static Shock                                   | Clark Kent/Superman                               | Serie de televisión                                               |
| 2004      | Boston Legal                                   | Dr. Allen Konigsberg                              | 1 episodio                                                        |
| 2004      | CSI: Crime Scene Investigation                 | Dr. Todd Coombs                                   | 1 episodio                                                        |
| 2004-2006 | La Liga de la Justicia Ilimitada               | Clark Kent/Superman                               | Serie de televisión                                               |
| 2005      | Buffalo Dreams                                 | Dr. Nick Townsend                                 | Telefilme                                                         |
| 2006      | Cold Case                                      | Bill Huxley (1979) (1 episodio)                   | Serie de televisión                                               |
| 2006      | Kingdom Hearts II                              | Sephiroth                                         | Voz en la versión inglesa                                         |
| 2006      | Final Fantasy VII: Advent Children             | Sephiroth                                         |                                                                   |
| 2007–2008 | The Batman                                     | Clark Kent/Superman                               | 4 episodios                                                       |
| 2008      | CSI: Miami                                     | Kevin Weaver                                      | 1 episodio                                                        |
| 2008      | Ben 10: Fuerza Alienígena                      | Frank Tennyson                                    | 1 episodio                                                        |
| 2008      | Batman: Gotham Knight                          | Voz de Hombre de negro / Guido / Hombre / Joven 3 |                                                                   |
| 2008      | Grey's Anatomy                                 | Stan Mercer                                       | 1 episodio                                                        |
| 2008      | Dissidia: Final Fantasy                        | Sephiroth                                         | Voz en la versión inglesa                                         |
| 2008      | Ghost Whisperer                                | Roger Gardner                                     | 1 episodio                                                        |
| 2008      | Jericho                                        | Presidente Glenn Tomarchio                        | 1 episodio                                                        |
| 2009      | El paciente                                    | George                                            |                                                                   |
| 2009      | Mentes Criminales                              | Steven Baleman                                    | 1 episodio                                                        |
| 2009      | CSI: Nueva York                                | Alex Sheridan                                     | 1 episodio                                                        |
| 2009      | Rescatando a papá                              | Neal Morris                                       |                                                                   |
| 2009      | Castle                                         | Howard Peterson                                   | 1 episodio                                                        |
| 2009      | Locker 13                                      | Robert Diener (segmento: "Midnight Blues")        |                                                                   |
| 2009      | The Cleaner                                    | Perry                                             | 1 episodio                                                        |
| 2009      | Saw VI                                         | Harold Abbott                                     |                                                                   |
| 2009      | Private Practice                               | Brian Reynolds                                    | 1 episodio                                                        |
| 2010      | Nip/Tuck                                       | Dr. Curtis Ryerson                                | 4 episodios                                                       |
| 2010      | The Mentalist                                  | Dr. Cliff Edmunds                                 | 1 episodio                                                        |
| 2010      | Miami Medical                                  | Frank                                             | 1 episodio                                                        |
| 2010      | NCIS                                           | Arthur Haskell                                    | 1 episodio                                                        |
| 2010–2011 | Hot in Cleveland                               | Jordan                                            | 2 episodios                                                       |
| 2010      | The Assignment                                 | John Baird                                        |                                                                   |
| 2010      | Transformers: Prime                            |                                                   | Serie animada                                                     |
| 2010      | Superman/Shazam!: The Return of Black Adam     | Clark Kent/Superman                               |                                                                   |
| 2011      | Dissidia 012 Final Fantasy                     | Sephiroth                                         | Voz en la versión inglesa                                         |
| 2011      | The Heart of Christmas                         | Dr. Sandler                                       | Telefilme                                                         |
| 2012      | Superman vs The Elite                          | Clark Kent/Superman                               |                                                                   |
| 2012–2018 | Scandal                                        | Charlie                                           | Elenco recurrente (temporada 1-6); elenco principal (temporada 7) |